# Paulo César Da Silva
Paulo César Da Silva Barrios (Asunción, 1 de febrero de 1980) es un exfutbolista paraguayo que se desempeñaba a en la posición de defensa central y su último club fue  el Atlántida Sport Club que compite en la Primera B Metropolitana (tercera división del fútbol paraguayo).
Da Silva además formó parte de la selección paraguaya de fútbol donde debutó en 1999 en la Copa América organizada por el propio país que participó en los mundiales de Alemania y Sudáfrica siendo además capitán del conjunto Guaraní 
2010. También fue pilar de la zaga del equipo subcampeón de la Copa América 2011 y fue capitán de la selección olímpica de Paraguay en 2004 que ganó la medalla de bronce
También jugó el Sudamericano Sub-17 en 1991 y el mundial Sub-20 en Chile en 1995 dónde el conjunto paraguayo accedería a la final perdiendo por penales con Argentina Paulo íntegro el plantel pero no jugó ningún minuto en el torneo también íntegro la selección Sub-22 del Panamericano de ese año obteniendo la medalla bronce y el Preolímpico con la selección Sub-23 dónde la selección no logró pasar la fase de grupos.

## Clubes
| Club               | País       | Año       |
| ------------------ | ---------- | --------- |
| Atlántida          | Paraguay   | 1995      |
| Presidente Hayes   | Paraguay   | 1996      |
| Sport Colombia     | Paraguay   | 1997      |
| Cerro Porteño      | Paraguay   | 1997-1998 |
| Perugia            | Italia     | 1999      |
| Lanús              | Argentina  | 2000-2001 |
| Venezia            | Italia     | 2002      |
| Libertad           | Paraguay   | 2002-2003 |
| Toluca             | México     | 2003-2009 |
| Sunderland         | Inglaterra | 2009-2011 |
| Real Zaragoza      | España     | 2011-2012 |
| Pachuca            | México     | 2012-2013 |
| Toluca             | México     | 2013-2017 |
| Libertad           | Paraguay   | 2017-2020 |
| 12 de Octubre      | Paraguay   | 2020-2022 |
| Independiente (CG) | Paraguay   | 2023-2023 |
| 12 de Junio        | Paraguay   | 2023      |
| Atlántida          | Paraguay   | 2024      |

### Goles en la Copa Libertadores
| Resultados | Resultados | Resultados | Resultados | Lugar  | Estadio              | Fecha                 | Temporada | Gol(es) |
| ---------- | ---------- | ---------- | ---------- | ------ | -------------------- | --------------------- | --------- | ------- |
| Toluca     | 1          | 2          | Bolívar    | Toluca | Estadio Nemesio Díez | 27 de febrero de 2007 | 2007      | 1 gol   |

Para un total de 1 gol.

### Goles en la Copa Sudamericana
| Resultados | Resultados | Resultados | Resultados  | Lugar    | Estadio                      | Fecha                    | Temporada | Gol(es) |
| ---------- | ---------- | ---------- | ----------- | -------- | ---------------------------- | ------------------------ | --------- | ------- |
| Libertad   | 1          | 1          | Bolívar     | Asunción | Estadio Defensores del Chaco | 24 de septiembre de 2002 | 2002      | 1 gol   |
| Toluca     | 2          | 0          | San Lorenzo | Toluca   | Estadio Nemesio Díez         | 1 de noviembre de 2006   | 2006      | 1 gol   |

Para un total de 2 goles.

## Selección nacional

### Participaciones en Copas del Mundo
| Mundial                        | Sede      | Resultado        | Partidos |
| ------------------------------ | --------- | ---------------- | -------- |
| Copa Mundial de Fútbol de 2006 | Alemania  | Primera fase     | 1        |
| Copa Mundial de Fútbol de 2010 | Sudáfrica | Cuartos de final | 5        |

### Goles en la selección
| Goles con la Selección de Paraguay | Goles con la Selección de Paraguay | Goles con la Selección de Paraguay | Goles con la Selección de Paraguay | Goles con la Selección de Paraguay | Goles con la Selección de Paraguay | Goles con la Selección de Paraguay | Goles con la Selección de Paraguay | Goles con la Selección de Paraguay |
| Resultados                         | Resultados                         | Resultados                         | Resultados                         | Lugar                              | Estadio                            | Fecha                              | Tipo                               | Goles                              |
| ---------------------------------- | ---------------------------------- | ---------------------------------- | ---------------------------------- | ---------------------------------- | ---------------------------------- | ---------------------------------- | ---------------------------------- | ---------------------------------- |
| Paraguay                           | 3                                  | 0                                  | Chile                              | Santiago                           | Estadio Nacional de Chile          | 21 de noviembre de 2007            | Eliminatorias Sudamericanas 2010   | 2 goles                            |
| Paraguay                           | 2                                  | 1                                  | Chile                              | Asunción                           | Defensores del Chaco               | 1 de septiembre de 2016            | Eliminatorias Sudamericanas 2018   | 1 gol                              |

Para un total de 3 goles

## Palmarés

### Campeonatos nacionales
| Título               | Club             | País     | Año  |
| -------------------- | ---------------- | -------- | ---- |
| Campeonato Paraguayo | Libertad         | Paraguay | 2002 |
| Campeonato Paraguayo | Libertad         | Paraguay | 2003 |
| Primera División     | Deportivo Toluca | México   | 2005 |
| Campeón de Campeones | Deportivo Toluca | México   | 2006 |
| Primera División     | Deportivo Toluca | México   | 2008 |
| Copa Paraguay        | Libertad         | Paraguay | 2019 |

### Distinciones individuales
| Distinción                        | Otorgada por                             | Año  |
| --------------------------------- | ---------------------------------------- | ---- |
| Parte del Equipo Ideal de América | Periódico El País de Uruguay             | 2007 |
| Condecoración Especial            | Presidencia de la República del Paraguay | 2010 |
| Medalla Domingo Martínez de Irala | Municipalidad de Asunción                | 2010 |